# Geissorhiza splendidissima
Geissorhiza splendidissima är en irisväxtart som beskrevs av Friedrich Ludwig Diels. Geissorhiza splendidissima ingår i släktet Geissorhiza och familjen irisväxter. Inga underarter finns listade i Catalogue of Life.